# رزمری دویت
رزماری دویت (انگلیسی: Rosemarie DeWitt؛ زادهٔ ۲۶ اکتبر ۱۹۷۱) هنرپیشه اهل ایالات متحده آمریکا است. وی از سال ۲۰۰۱ میلادی تاکنون مشغول فعالیت بوده‌است.
از فیلم‌هایی که وی در آن نقش داشته است، می‌توان به مرد سیندرلایی، ریچل ازدواج می‌کند، لالا لند، مردان کمپانی، خواهر خواهر شما، حفاری برای آتش، ویرجینیای شیرین، تکه‌ای از بهشت، لمسی احساسی، عالی جدید و شگفت‌انگیز و آلیو کیتریج اشاره کرد.
- او نوه واقعی "جیمز جی برادک" بوکسور نامدار جهان و شخصیت اصلی فیلم مرد سیندرلایی به بازیگری راسل کرو است که در آن فیلم در نقش نقش سارا ویلسون همسایه برادک و همسرش ظاهر شده است.